# Сигналистика
Сигналистика е дванадесетият подред албум на българската рок група Сигнал. Албумът е издаден през 1999 г. от UBP International.

## Списък на песните
1. Безкрайна игра
2. Споменът
3. Грешница
4. Аз знам
5. В този свят
6. Луда нощ
7. Вие сте
8. Дяволска жена
9. Дай ми твоята любов
10. Съжалявам